# 2016年大韩民国反朴槿惠示威
2016-2017年大韓民國反朴槿惠示威（：／），又称烛光革命（：／），為2016到2017年的大韓民國的大型示威活動。大韓民國總統朴槿惠的閨密崔顺实被控涉嫌干預朴槿惠制定政府政策和決定，民眾示威以反對朴槿惠貪污及崔順實干政。

## 背景
2016年，崔顺实的女儿郑维罗被揭發以“马术特长生”身份被梨花女子大学录取。韩国媒体质疑，梨花女子大学首次招收马术特长生，存在黑幕，后来郑维罗从未上课但是没有 不及格，消息传出后引起公愤。
7月30日，梨花女子大学大量学生在校内游行并和警察发生冲突，要求校长崔京姬辞职。10月19日，崔京姬被迫辞职。而這個事件也成為崔京姬辭職一個星期之後的崔順實干政醜聞的一部分。
10月，韓國總統朴槿惠的親信崔順實被揭露利用與總統關係向商界及利益集團施壓的醜聞爆發後離開南韓，前往德國躲藏。

## 反對朴槿惠示威

### 2016年
由于崔顺实事件，大量韩国民众于2016年10月26日起举行游行示威，要求朴槿惠下台。
2016年10月下旬，檢察官突擊搜查崔順實的辦公室和住宅，其後朴槿惠的秘書在醜聞公開後遭勒令辭職。11月1日，崔順實被拘押。
而崔順實非公務人員，卻能自由進出青瓦台的11門（即正門，該門僅供部長級別使用）並享有免安檢待遇；崔順實並涉及挪用公款，提供自己女兒郑维罗提升馬術並以此進入梨花女子大學，及在德國買房及購置奢侈物品，更是引起貪腐的嚴重疑慮，也間接導致梨花女子大學校長崔京姬被迫辭職。
根据盖洛普的民调，丑闻爆出后，朴槿惠的支持率已跌至5%的低点。
2016年12月10日，朴槿惠被彈劾，示威情形較為緩和。
2016年12月31日跨年夜，示威人次已到100萬並以此慶祝跨年夜，在此示威人次累計已到了1000萬，然而也有不少人支持朴槿惠（約37000人）。

### 2017年
進入2017年，示威依舊持續。

## 支持朴槿惠示威
支持者多屬50～60歲的成員，也就是經過朴正熙統治時期的國民，會中成員少見年輕面孔，他們懷念朴正熙那段漢江奇蹟的年代。
支持者挥舞着韩国国旗太极旗，主张朴槿惠无罪，要求宪法法院驳回总统弹劾案。他们同時認為彈劾事件不合理，認為是媒體在炒作，強烈批評彈劾總統是不恰當的決定，並稱閨蜜干政「缺乏證據」、言論煽動造假等。他們還指出，此事件只是崔順實自己的貪污事件，和朴槿惠無關。

## 後續

### 彈劾
12月3日上午4:10，共同民主党禹相浩、国民之党朴智源和正义党鲁会灿代表各自的党派和其他无党籍议员（共计171名议员）提出“总统（朴槿惠）弹劾案”，理由是朴槿惠违反宪法和法律。朴槿惠所在的新国家党原本打算劝说朴槿惠在明年4月自愿下台。但随着抗议游行人数的增加，执政党内部分裂成“朴槿惠应该自愿下台”和“弹劾朴槿惠”两派。在12月4日，新国家党的非主流派系的成员宣布他们会投票赞成朴槿惠弹劾案。
300位成員的韩国国会定于12月9日在立法会议结束时就弹劾案进行表决。由於通过弹劾案需要三分之二的议员投支持票。如果最少200名议员投支持票，弹劾案會通过，且朴槿惠會即時失去总统权力。表决之前已经有172名支持弹劾的反對黨和獨立議員表示会投支持票，这意味着执政的新国家党持有的128席中最少需要28席轉換陣營並投票支持，弹劾案才会通过。
12月8日，韩国国会宣布，将于12月9日当地时间下午3:00对朴槿惠弹劾案进行表决。按照计划，12月9日，韩国国会以234票支持、56票反对以无记名投票的方式通过了弹劾案。国民议会议长（恰好与任何一方没有任何关系）弃权，另外两名议员弃权，7票被宣布是无效票。
由于弹劾案的通过，朴槿惠总统在韩国宪法法院在决定弹劾案的有效性之前，将被暂停总统职務最多180天。法院9位法官中必须有6位同意弹劾案才會正式生效。如果法院同意弹劾，这将是从韩国在民主化之后成立第六共和国以来，首次有总统因弹劾案而离任。也會成為繼2016年8月31日巴西總統羅塞芙後，世界上第二位被彈劾下台的女總統。

### 戒严计划
2018年7月19日，在刚就任的总统文在寅下令后，韓國國防部向青瓦臺提交國軍機務司令部編製的戒严计划。文件顯示，如果憲法法院在去年3月駁回彈劾案，軍方會按計畫宣布戒嚴、鎮壓集會民眾。